# Daria Sylwańska-Pawłowa
Daria Sylwańska-Pawłowa (ros. Дарья Павлова-Сильванская; ur. 1958, zm. 24 lutego 2009) – rosyjska językoznawczyni, tłumaczka, dziennikarka. 
W 1989 roku, przyjechała do Polski na trzymiesięczny kurs języka polskiego, w tym samym roku była już tłumaczką Adama Michnika podczas jego wizyty w Moskwie, w 1992 była tłumaczką prezydenta Lecha Wałęsy podczas jego wizyty u Borysa Jelcyna. Była korespondentką polskich mediów z Rosji, pisała po polsku dla Radia Wolna Europa, współpracowała z Expressem Wieczornym. Była dziennikarką wielu rosyjskich gazet m.in. rosyjskiej wersji miesięcznika „Burda”, w ostatnim okresie życia była redaktorem naczelnym pisma „Лиза. Мой ребенок” (Lisa. Moj riebionok).